# Hemerobius cubanus
Hemerobius cubanus is een insect uit de familie van de bruine gaasvliegen (Hemerobiidae), die tot de orde netvleugeligen (Neuroptera) behoort. 
Hemerobius cubanus is voor het eerst wetenschappelijk beschreven door Banks in 1930.